# Binalonan
Binalonan è una municipalità di terza classe delle Filippine, situata nella Provincia di Pangasinan, nella regione di Ilocos.
Binalonan è formata da 24 baranggay:
- Balangobong
- Bued
- Bugayong
- Camangaan
- Canarvacanan
- Capas
- Cili
- Dumayat
- Linmansangan
- Mangcasuy
- Moreno
- Pasileng Norte

- Pasileng Sur
- Poblacion
- San Felipe Central
- San Felipe Sur
- San Pablo
- Santa Catalina
- Santa Maria Norte
- Santiago
- Santo Niño
- Sumabnit
- Tabuyoc
- Vacante